# Ekefjord
Ekefjord är ett svenskt k-märkt fiskefartyg.
Ekefjord byggdes byggdes 1961 på Rönnängs varv i Rönnäng för att bli fiskefartyg på Åstol under namnet LL 715 Ekefjord. Hon verkade som fiskefartyg till 2009 och är numera ett fritidsmotorskepp.
Hon är k-märkt.